# Gladys McConnell

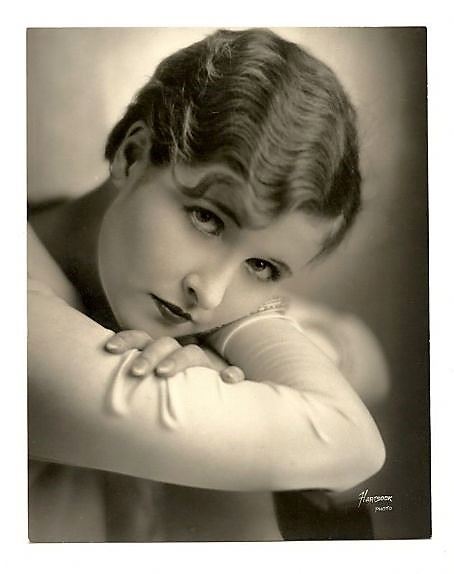
Gladys McConnell (um 1927, Fotografie von Fred Hartsook)

Gladys McConnell (* 22. Oktober 1905 in Oklahoma City; † 4. März 1979 in Fullerton, Kalifornien) war eine US-amerikanische Schauspielerin der späten Stummfilmära sowie Pilotin.

## Leben
Gladys McConnell wurde in Oklahoma City und somit auf damaligem Indianerterritorium geboren. Sie lebte mit ihren Eltern und einer Schwester zeitweise in Portland, ehe die Familie nach Los Angeles zog. Dort absolvierte McConnell ihren Schulabschluss an der Hollywood High School.
Die kurzlebige Filmkarriere von Gladys McConnell begann 1926 als Vertragsschauspielerin bei der Fox Film Corporation. In den folgenden Jahren wirkte sie in mehr als 20 Filmen und Serials (darunter auch für Pathé) zumeist als weibliche Hauptdarstellerin mit, war jedoch mit der Rollenauswahl unzufrieden und löste ihren Vertrag mit dem Studio daher auf, um sich selbstständig zu machen. 1927 wurde McConnell zu einem der WAMPAS Baby Stars gewählt, denen man eine große Filmkarriere voraussagte. Bei McConnell bewahrheitete sich dies jedoch nicht. Der Schauspielerin gelang wie vielen anderen Stummfilmstars kein erfolgreicher Übergang vom Stumm- zum Tonfilm. 1930 beendete sie ihre Laufbahn nach nur vier Jahren.
Bereits um 1924 machte die damals erst neunzehnjährige Gladys McConnell ihren Pilotenschein und galt während ihrer Schauspielkarriere neben Ruth Elder als erfahrenste Pilotin in der Filmszene von Hollywood. So flog sie mehrfach selbst mit einer eigenen Maschine zu Dreharbeiten.
Gladys McConnell war zweimal verheiratet. Von 1926 bis zur Scheidung im Juni 1929 mit Arthur Q. Hazerman und von 1931 bis zu ihrem Tod mit dem Rechtsanwalt A. Ronald Button, mit dem sie eine gemeinsame Tochter hatte. McConnell starb am 4. März 1979 im Alter von 73 Jahren im kalifornischen Fullerton. Sie wurde auf dem Forest Lawn Memorial Park in Glendale bestattet.

## Filmografie (Auswahl)
- 1926: A Trip to Chinatown
- 1927: Der Dritte stört (Three's a Crowd)
- 1928: The Tiger’s Shadow (Serial)
- 1928: The Perfect Crime
- 1929: The Fire Detective (Serial)
- 1930: Parade of the West